# Zingiber longiglande
Zingiber longiglande är en enhjärtbladig växtart som beskrevs av Ding Fang och D.H.Qin. Zingiber longiglande ingår i släktet Zingiber och familjen Zingiberaceae. Inga underarter finns listade i Catalogue of Life.